# UC 버클리 법학대학원
캘리포니아 대학교 버클리 로스쿨(University of California, Berkeley, School of Law, Berkeley Law)은 미국 서부 UC 버클리의 법학전문대학원(law school)이다. 미국의 최상위 명문 법전원 그룹인 T14 로스쿨 중 하나이다. 2008년에 오랫동안 사용하던 보울트홀(Boalt Hall)이라는 이름 사용을 중단하고 버클리로(Berkeley Law)로 명칭을 변경하였다. 3년 J.D.(법무박사), 1년 LL.M.(법학석사), S.J.D.(법률과학박사) 및 Jurisprudence and Social Policy Ph.D.(법학과 사회정책학 박사) 학위과정을 제공한다. 지적재산법 분야에서 최고로 인정받는다.
J.D. 과정은 2022-2023 입시기간에 약 271명 정원에 약 6,722명의 지원을 받았으며 합격률은 12.47%를 기록했다. 2023년 가을 J.D. 과정 신입생들의 LSAT 점수 25프로/75프로 퍼센타일은 168/173, 중간값은 170점이었고 학부 GPA 25프로/75프로 퍼센타일은 4.0 만점 3.77/3.97, 중간값은 3.87 이었다.
《U.S. 뉴스 & 월드 리포트》가 매해 발행하는 미국 로스쿨 순위에서는 2006년부터 지금까지 높게는 6위, 낮게는 10위를 차지해왔다.
UC 버클리 로스쿨은 석차를 매기지 않고 J.D. 학생들을 평가한다. 학생들은 과목마다 높은 명예(High Honors), 명예(Honors), 통과(Pass), 조건부 통과(Pass conditional), 낙제(No Credit) 중 하나를 받는다.

## 유명 교수
- 존 유: 백악관 법률자문관 출신 한국계 미국인 교수
- 필립 E. 존슨: 지적 설계 운동을 주도한 법학자
- 로버트 쿠터: 유명 법경제학자

## 출신 인사

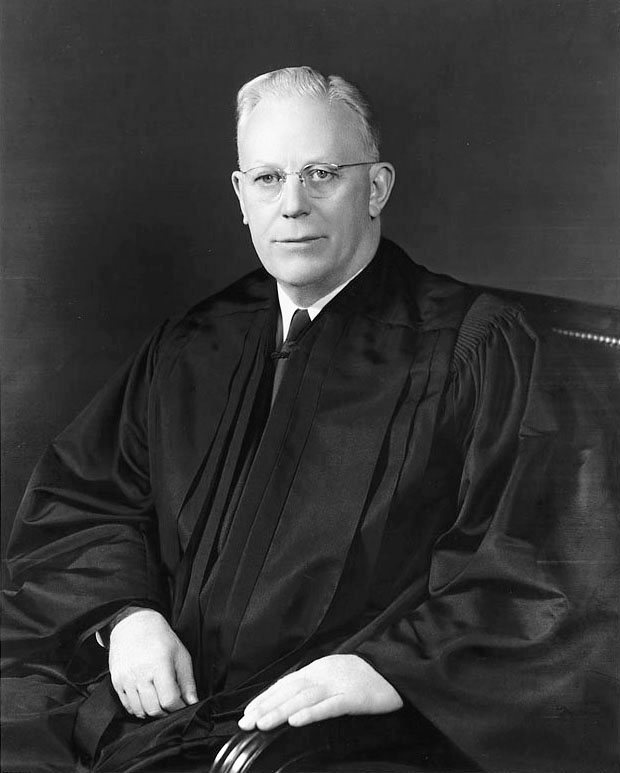
얼 워런

- 얼 워런: 미국 연방 대법원장 1953-1969
- 딘 러스크: 미국 국무장관 1961-1969
- 피트 윌슨: 캘리포니아 주지사 1991-1999
- 에드윈 리: 샌 프란시스코 시장 2011-
- 존 R. 필립스: 주이탈리아 미국대사 2013-
- 로버트 S. 비크로프트: 주이집트 미국대사 2014-
- 래리 힐블롬: DHL 공동 설립자
- 게리 프루잇: AP 사장/CEO 2012-
- 하워드 링컨: 시애틀 매리너스 회장/CEO 2013-
- 심우정 (법조인): (LLM) 검찰총장
- 이복현: 금감원장
- 임지봉: 헌법학자

## 주요 간행물
- 캘리포니아 로리뷰 (California Law Review)